# Перст провидіння
«Перст провидіння» (англ. The Moving Finger) — детективний роман англійської письменниці Агати Крісті, спочатку опублікований видавництвом «Dodd, Mead and Company» в 1942 році у США, а в 1943 році у Великій Британії видавництвом «Collins Crime Club».

## Сюжет
Джеррі й Джоанна Бартон, брат і сестра, купують будинок у маленькому селищі Лимсток. Вони тільки починають знайомить з місцевими жителями, коли зненацька починають одержувати анонімні листи, у грубій формі звинувачуючи їх у тім, що вони не брат і сестра, а коханці. Спочатку вони не звертають на листи уваги, але потім виявляється, що анонімки регулярно розсилаються й іншим мешканцям селища.
Через якийсь час стає відомо про самогубство місіс Симмінгтон, яка теж недавно одержала анонімного листа. В анонімці затверджувалося, що її друга дитина — незаконнонароджена. Місіс Симмінгтон залишила передсмертну записку: «Так більше не може тривати».
Поліція починає розшукувати автора листів. Тим часом економка місіс Симмінгтон, чимсь украй схвильована, проситься на розмову до покоївки Бартонів, але так і не з'являється. Незабаром її тіло знаходить Меган, пасербиця місіс Симмінгтон.
Скотланд-Ярд направляє для розслідування співробітника, що незабаром доходить висновку, що автор листів/убивця — це жінка середнього років, жителька Лимстока. Розслідування не просувається, і дружина місцевого вікарія запрошує власного експерта — Міс Марпл.

## Екранізації
- У 1985 році телекомпанією BBC відзнято повнометражний епізод серіалу «Міс Марпл» з Джоан Гіксон у головній ролі.
- У 2005 році вийшов повнометражний епізод серіалу «Міс Марпл Агати Крісті» (виробництво ITV) у головній ролі — Джеральдін Мак-Еван.